# Adailton Luis Juvenal
Adailton Luis Juvenal, meglio noto come Dudu (Conselheiro Lafaiete, 30 giugno 1985), è un ex calciatore brasiliano, di ruolo attaccante.